# José Antonio Aguirre y Lecube
José Antonio Aguirre y Lecube (Bilbao, 6. ožujka 1904. – Pariz, 22. ožujka 1960.) baskijski političar, glavna figura baskijskog nacionalizma i prvi predsjednik Baskijske autonomne zajednice, 1936. – 1960. Preuzeo je poziciju prvog lehendakarija ili predsjednika Euzkadi (baskijskih zemalja u Španjolskoj ne uključujući Navaru) tijekom Španjolskog građanskog rata. Međutim, u vrijeme kada je vlada okupljena, većinu Baskije su okupirali vojnici pobunjenika, s izuzetkom Biskaje. S obzirom na teške okolnosti, on je počeo stvaranje Baskijske vojske koja se borila na strani Republike.
Nakon što su izgubili rat, morao je organizirati bijeg tisuća izbjeglica u Baskiji. Pomogao je saveznicima u Drugom svjetskom ratu, u nadi da će pomoć biti uzvraćena u borbi protiv Francisca Franca u Španjolskoj. Uz pomoć uglednih obitelji, kao što su dinastije Sarachaga, Ibarra i MacMahon, predsjednik je pobjegao iz Španjolske do Belgije, kasnije i Nacističke Njemačke i proveo godinu dana tamo s lažnom putovnicom. Zatim je otišao u Argentinu započeti putovanje po američkom kontinentu ponovno organizirajući baskijsku vladu u egzilu. Konačno se smjestio u Parizu i proveo posljednje godine tamo radeći za baskijskim izbjeglicama.

## Životopis

### Pisanje imena
Po suvremenom baskijskom pravopisu Jose Antonio Agirre, po tadašnjem baskijskom pravopisu: Agirre ta Lekube'tar Joseba Andoni.

### Mladost
Aguirre je rođen u Bilbau. Studirao je u prvoj ikastoli u Baskiji, školi gdje je obrazovan u cijelosti na baskijskom jeziku. Kasnije je studirao pravo na Sveučilištu Deusto.
Godine 1920. umro mu je otac i on se preselio sa svojom obitelji u Algortu, grad u blizini Bilbaa. kad je imao 16. godina bio je prisiljen postati očinska figura za svojih 10 braće i sestara.
Nakon završenog studija prava, počeo je raditi u obiteljskom poslu Chocolates Aguirre. Kasnije je preuzeo odgovornost za tvrtku i i uveo nekoliko reformi za poljšanje uvjeta rada u tvornici, poput besplatnog zdravstva, plaćenih godišnjih odmora, donacija dijela zarade siromašnima. Stvorio je novi način upravljanja poslom, dosljedan vlastitim zamislima.  Do 1937., “Chocolates Bilbaínos S.A.” bila je druga najveća tvrtka u tom sektoru u Španjolskoj
Aguirre je igrao nogomet za Athletic Bilbao. Za vrijeme španjolskog građanskog rata bio je jedan od glavnih zagovaratelja Baskijske nacionalne nogometne momčadi. Regionalna momčad je igrala po Europi i Americi kako bi skupila sredstva za djecu baskijskih izbjeglica čiji su roditelji morali iseliti.
Godine 1926. Završio je studij prava i odslužio vojnik rok. Nakon toga je započeo odvjetnički rad u uredu Esebana Bilbaa, ali je uskoro pokrenuo vlastiti ured kako bi pomagao ljudima koji su ga zanimali. Počeo je raditi na političkim problemima skupa s radničkim uvjetima. Španjolskom je vladao diktator Miguel Primo de Rivera.
Već je imao jasna politička gledišta kao baskijski nacionalist i pridružio se mladoj političkoj stranici EAJ-PNV. Stranka je bila podijeljena na dvije frankcije ali njemu se ta podjela nikad nije sviđala. On je promatrao Baskiju iznad svih razlika. Radio je na ujedinjenju te 2 frakcije dok naposljetku nije uspio 1930. Čvrst u svojim uvjerenjima, postao je politički sve više uključen, te je objavljivao članke u novinama Euzko Gaztedia i Euzkadi. Kao primjer njegovih integracijskih stajališta i novih zamisli, godine 1932. Je predložio da stranka prihvaća i one koji nisu rođeni u Baskiji
Nakon što se diktatura Prima de Rivere urušila 1930., započelo je novo političko razdoblje u Španjolskoj. Istovremeno je započelo novo i važno razdoblje u njegovoj karijeri.

## Španjolski građanski rat
Aguirre je bio odan Drugoj španjolskoj republici, znajući da je budućnost Euzkadi ovisila o republikanske pobjede. U Euzkadi, on je formirao vladu i vojsku koja je sadržavala nacionaliste, republikance, socijaliste, komuniste i druge.
Loše naoružana i jedva obučena, baskijska vojska, Euzko Gudarostea, uspjela mobilizirati 100.000 vojnika. Jedan od najvažnijih nedostataka, koji je činio izglede neuravnoteženima, bilo je manjak teškoga topništva i zrakoplovstva. Poznati su Aguirreovi očajnički pozivi saveznicima Prietu i Azañi za slanje opreme u Euzkadi. Povjesničari se slažu da je ova akcija bila neizvediva zbog poteškoća u razbijanju opsade Biskaje.
U lipnju 1937. godine, nacionalisti su probili Željezni pojas Bilbao i ušli u baskijsku prijestolnicu zahvaljujući prebjegu inženjera Alejandra Goicoechee, koji ga je projektirao. Aguirre prenosi svoju Vladu u Trucíos prije održavanja pravca za Santander kasnije marša prema Kataloniji, gdje je postavio za nastavak borbe sa svojim ljudima za Republiku.
U međuvremenu, nacionalistički čelnik Juan de Ajuriaguerra pristao je na predaju u Santoñi (pokrajina Kantabrija) Talijanima. Tako je Sporazum Santoña izvršen iza leđa Aguirrea, koji je zagovarao nastavak sukoba.
No, događaji su nadjačali napore prvog lehendakarija u povijesti, koji su pobjegao u Francusku nakon rata, bivajući godinama proganjan od strane pro-Francovih agenata, što dovodi do nevjerojatnog egzila koji ga je odveo do Pariza, Berlina i New Yorku. U lipnju 1940. Bretonac Yann Fouere dao mu je dokumente koje mu omogućuju bijeg iz Francuske, koju su osvojili nacisti, saveznici Franca.

## Izbjeglištvo tijekom Drugog svjetskog rata
Aguirre je otišao prvo u Francusku, gdje je organizirao logore i usluge koje je vodio osobno. On je bio u Belgiji, kada je Hitler okupirao tu zemlju i uz pomoć dinastije Sarachaga u Belgiji, počeo je dugo putovanje u Berlin pod lažnim identitetom.
Pod zaštitom panamskog veleposlanika (Germán Guardia, koji je   Aguirreu dao   panamsku putovnicu), dosegnuo je Švedsku i izbjegavajući njemačke SS obavještajce, stigao je u Brazil na brodu Vasaholm u luku u Rio de Janeiru 27. kolovoza 1941., Brazilske carinske vlasti prijavile su ih kao Panamca dr. Joséa Álvareza Lastru i Venecuelanku Maríju de Arrigorriaga, potonju    pratnji svoje djece, Joséa i Glorije, koji su ušli u zemlju.
Nisu sumnjaju da su to bili José Antonio Aguirre, njegova supruga Maria Zabala i njihova djeca   Aintzane i Joseba, bježeći od duge ruke nacista. No, unatoč intenzivnim naporima Manuela de Ynchaustija u SAD-u, zahvaljujući primjedbama britanskog konzula Ralpha Stevensona na situaciju ulaska s jednim imenom i napuštanja pod drugim, sve činilo daleko od rješenja. Nakon mjesec dana pravi mu je identitet bio   u opasnosti od otkrivanja.
Pisao je zatim Ramón María de Aldasoro, bivšem tajniku za   trgovinu i poslove baskijske vlade, koji je vodio izaslanstvo Euzkadi u Buenos Airesu. Ovo predstavništvo, koje su osnovali Isaac López Mendizabal, Santiago Cunchillos i Pablo Artzanko, stiglo je u Ameriku u studenom 1938. No napori Aldasora nisu uspjeli jer su argentinski vlasti suosjećale s europskim "Novim pšoretkom".
U tom svjetlu, Aguirre je otišao u Urugvaj i tamo upitao malu skupinu baskijskih rodoljuba zbog čega ga je Argentina odbila. Urugvajski predsjednik general Alfredo Baldomir ne samo da je bio spreman to učiniti, već ga je i primio s počastima, u skladu s njegovim statusom. Šest ljudi mobiliziralo je tamošnje političke ličnosti, ne samo zbog sigurnosti, nego i zbog buđenja svijesti dijaspore uspavane zbog Francoističke propagande.
Nakon što su aranžmani bili potpuni, javna najava dolaska predsjednika bila bi 8. listopada, kada su Montevideanske novine naširoko obavijestile o njegovom dolasku i gdje se nalazi. Malo izaslanstvo sastavljeno od predstavnika Kongresa Julio Iturbide i Juan Domingo Uriarte otišlo u brazilsku državu Rio Grande do Sul u pratnji urugvajskog konzula, kako bi ga pratili u posljednjoj fazi   putovanja.

## Izbjeglištvo nakon Drugog svjetskog rata
Njegov identitet je ponovno uspostavljen i on je dobio vizu za putovanje u New York, gdje se utvrdio   pod zaštitom tamošnjih   Baska kao što su Alfredo de Sarachaga vodeći pokrete u Meksiku i New Yorku. Tamo je prognani predsjednik zauzeo mjesto kao predavač na Sveučilištu Columbia. Kada su Sjedinjene Države odlučile poduprijeti Franca godine 1952. on je otišao u Francusku iznova gdje je utemeljena Baskijska vlada u egzilu. Također je tu naišao da je pro-nacistička Vlada višijske Francuske zaplijenila zgradu Baskijski vlade a de Gaulle ju je    održavao u ime Francove vlasti; Zgrada je sada prostor Instituta Cervantes.
Predsjednik vlade u egzilu bio je je uvijek član EAJ-PNV, pa čak je i španjolski jedini predstavnik u Ujedinjenim narodima bio Bask, Jesús de Galíndez, do njegova ubojstva u opskurnoj epizodi u vrijeme ulaska Španjolske u Ujedinjene narode. On je također odlučio smjestiti veliku mrežu baskijskih u službi strani saveznika, a surađivao je s američkim državnim tajnikom i CIA-om tijekom Hladnog rata u svojoj borbi protiv komunizma u Latinskoj Americi.
Aguirre je umro u Parizu 22. ožujka 1960. od srčanog udara, u dobi od 56 godina. Njegovo je tijelo poslano iz Pariza u Saint-Jean-de-Luz u Francuskoj Baskiji,  gdje je prenoćio u Monzon kući.  Pokopan je 28. ožujka, nakon pogrebne mise u župnoj crkvi svetog Ivana (Saint Jean).